# Kloster Gerode

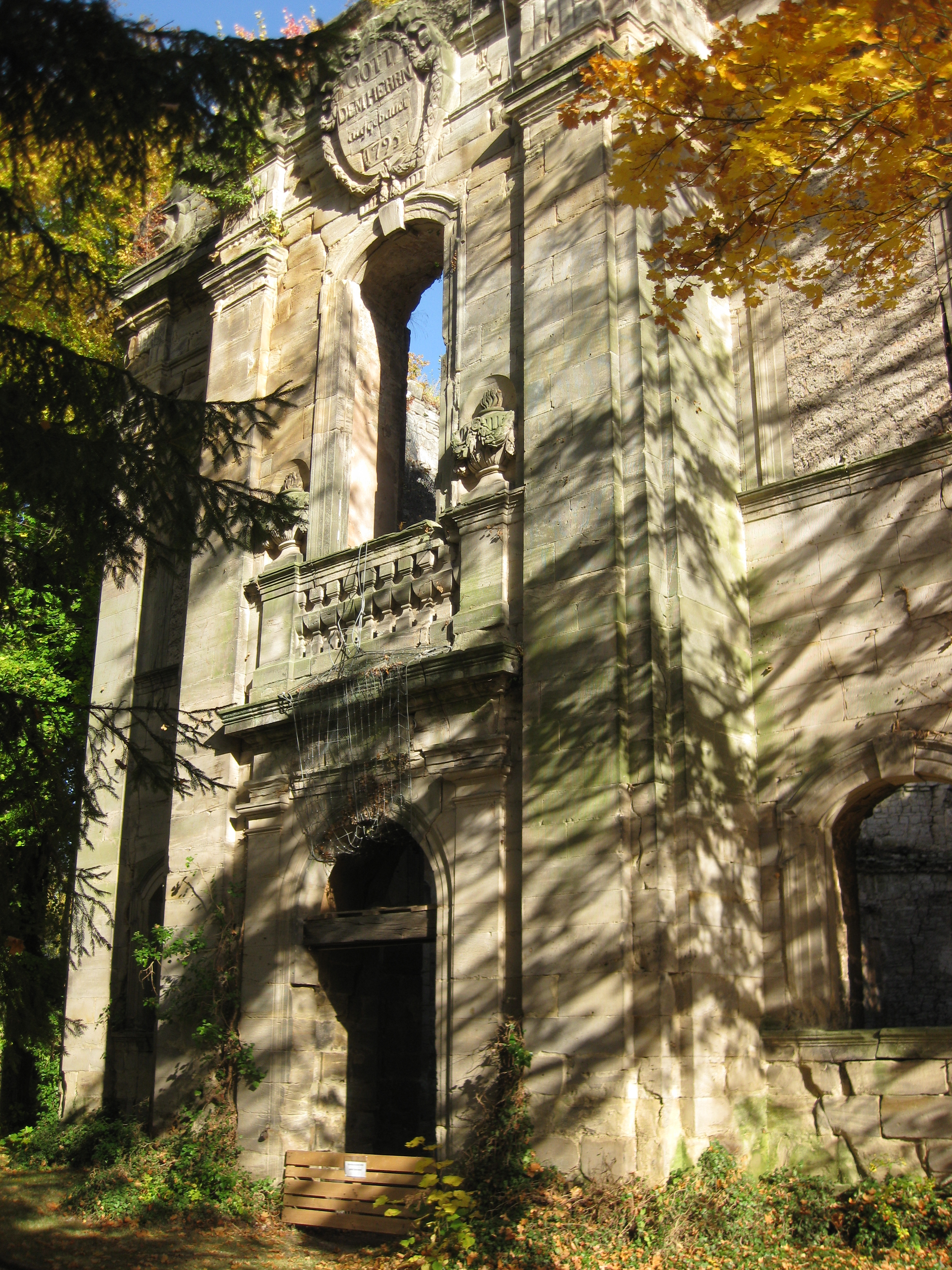
Ruine der Abteikirche Gerode

Das Kloster Gerode (lat. Abbatia Sancti Michaelis et Beatae Mariae Virginis Gerodensis) ist eine ehemalige Benediktinerabtei im Eichsfeld in Thüringen, etwa einen Kilometer südlich von Weißenborn-Lüderode. Es wurde um 1100 als erstes Kloster des kurmainzischen Eichsfeldes – nach dem damals schon über ein Jahrhundert bestehenden St.-Martins-Stift in Heiligenstadt – gestiftet.

## Lage
Das Kloster Gerode liegt an der Kreisstraße 203 südlich von Weißenborn-Lüderode ungefähr 12 Kilometer nordöstlich von Leinefelde-Worbis im Nordosten des Eichsfeldes. Das Kloster und der dazugehörige Ort Gerode befinden sich in einem Tal unterhalb des Winkelberges (415 m), etwas südlich entspringt die Geroder Eller.

## Geschichte

### Mittelalter
Als Stifter des Klosters wird der Graf Widelo und dessen Sohn Rüdiger genannt, welche es mit Gütern aus ihrem eigenen Besitz ausstatteten. Die meisten der übertragenen Güter lagen in der Nähe des Klosters und gewährten ihm aufgrund des Umfangs einen frühen Wohlstand: unter anderem das Dorf Gerode, dazu Güter (in Fuhrbach, Widelrode, Kißenrode) sowie den Zehnten und einige Hufen in weiteren Orten. In einem Nekrologium in Gerode war der Name Rudegerus comes verzeichnet. Da beim Tod der beiden Grafen das Kloster noch nicht vollendet war, wurde der Bau von Richardis und ihren Söhnen fortgeführt. Richardis war die Witwe des Markgrafen Rudolf von Stade, wobei es jedoch ungewiss ist, wie die Grafen von Stade zu Besitz im Eichsfeld gelangten. Sie übertrug dem Kloster einen Hof in Budstedt mit Ministerialen und Höfe in Hildenhagen, Immental und Jützenbach. Als Gründerin, beziehungsweise Vollenderin des Klosters übergab Richardis dasselbe mit Bewilligung ihrer Kinder 1124 in Erfurt dem Erzbischof Adalbert von Mainz als Eigentum und behielt für sich selbst lediglich das Schutzrecht vor. Zusätzlich übertrug sie dem Erzbischof die Burg Harburg. Als Zeichen der Unterwerfung unter den erzbischöflichen Stuhl sollte das Kloster jedes Jahr zum Martinstag einen goldenen Bizanz, oder ein Vierding Silber zahlen.
Im Spätmittelalter wurden das Kloster und seine Besitzungen durch Kriege und Fehden sowie die Pest stark in Mitleidenschaft gezogen. 1467 trat die Abtei der Reformkongregation von Bursfelde bei. Der Bauernkrieg 1525 und der hier ab 1622 wütende Dreißigjährige Krieg hatten verheerende Folgen. Nachdem sich die Mainzer Regierung bereits 1790 mit dem Gedanken beschäftigt hatte, die Benediktinerabtei aufzuheben, erfolgte 1803 die Säkularisation durch das Königreich Preußen, zu dem das Eichsfeld seit 1802 gehörte. Die Wertgegenstände wurden an andere Klöster und Kirchen verteilt. Die ehemaligen Klostergebäude wurden nun eine Staatsdomäne. Der Landbesitz bestand zu diesem Zeitpunkt aus 960 Morgen Ackerland, 144 Morgen Wiesen, 33 Morgen Garten, 2400 Morgen Wald und 234 Morgen Land beim Vorwerk Fuhrbach und 300 Morgen Land beim Ohlenroder Hof in Gieboldehausen.
Während der klösterlichen Zeit bestand zum Benediktiner-Nonnenkloster Zella – genannt Friedenspring – im Unstrut-Hainich-Kreis am Südrand des Eichsfeldes eine enge organisatorische Bindung; das Kloster Gerode stellte die Pröpste des Klosters Zella.

### Vögte
Die Aufgabe von Schutzvögten bestand in der Absicherung weltlicher Interessen des Klosters gegenüber der Außenwelt, der rechtlichen Vertretung vor Gericht und auch dem bewaffneten Schutz selbst. Als Gegenleistung der Mönche wurden Messen gehalten und für die Schutzherren gebetet. Die Schutzvogtei über das neu gegründete Kloster übernahm zunächst die Stifterfamilie. Danach waren es im 12. Jahrhundert die Grafen von Gleichen, im 13. Jahrhundert die Grafen von Beichlingen, nach 1300 die Grafen von Hohnstein und im 14. bis 15. Jahrhundert die Herzöge von Braunschweig.

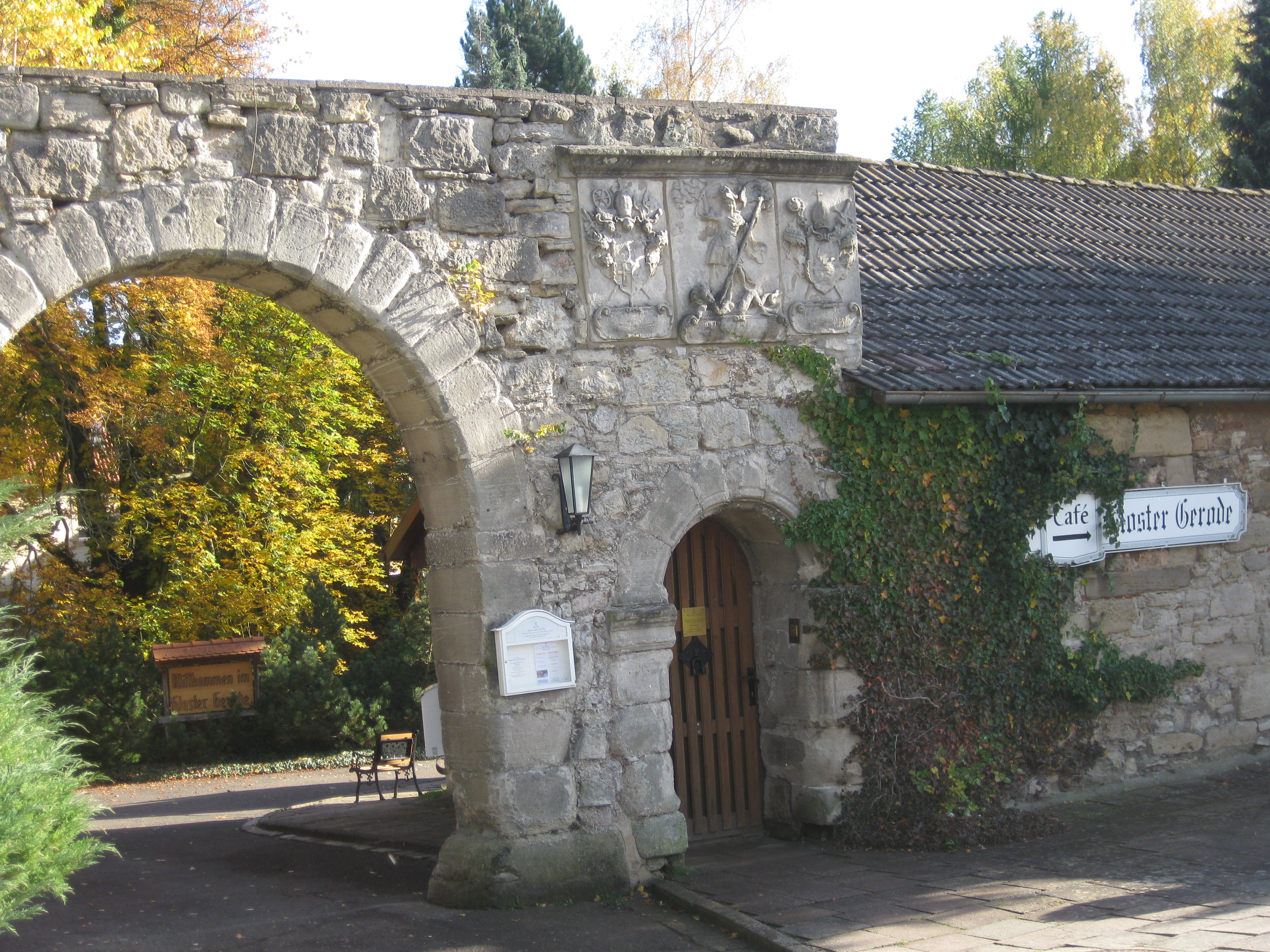
Tor zum Klosterareal Gerode

### Nach der Säkularisation 1802
Erster Generalpächter der preußischen Domäne mit dem Vorwerk Fuhrbach von insgesamt 931 ha wurde 1805 der Oberamtmann Konrad Heinrich Goldmann.
Nach seinem Tod folgten ihm als Pächter:
- von 1837 bis 1868: Amtsrat Gustav Wilhelm Felber auf Teistungenburg (Schwiegersohn des K. H. Goldmann)
- von 1868 bis 1871: Ökonom Julius Felber (Sohn des G. W. Felber)
- von 1871 bis 1898: Oberamtmann Max Jordan (2. Ehemann der Johanna Felber, geb. Gremse auf Teistungenburg)
- von 1898 bis 1927: Oberamtmann Ernst Lorenz
- von 1927 bis 1945: Konrad Lorenz (Sohn des E. Lorenz)

Während des Zweiten Weltkrieges mussten auch hier seit 1939 mehr als 20 Frauen und Männer aus Polen und der Ukraine im landwirtschaftlichen Betrieb Zwangsarbeit verrichten.

### Nutzung in der DDR-Zeit
1946 wurde die Staatsdomäne aufgelöst und im Zuge der Bodenreform analog dem privaten Großgrundbesitz an Kleinbauern aufgeteilt. Nach dem Zweiten Weltkrieg wurden die nicht zerstörten Gebäude in der DDR zunächst als Kinderheim (1952–1956), als Jugendwerkhof (1959–1961), als Unterkunft der NVA (1962–1967) und schließlich als Schulungs- und Ferienzentrum des RFT Leipzig genutzt.

### Gegenwärtige Situation
Seit 1994 sind die Gebäude und der Park im Eigentum eines gemeinnützigen Vereins.
Der als Naturdenkmal ausgewiesene Park enthält in seiner Holzartenzusammensetzung und Größe einen einzigartigen Bestand. Man findet 13 Eschen, die vorwiegend in Teichnähe stehen, zwei Trauerweiden, zwei Bergahornstämme, vier Kastanien, alle verweisen auf ein Alter von über 200 Jahren. Zur Anlage gehört die noch in Resten erhaltene einst 900 Meter lange Umfassungsmauer.

## Äbte von Gerode
- Eberhard als erster Abt[7]
- 1143 Herimann[8]
- 1147, 1154 Eberhard (v. Gunzelin v. Grosus)[9]
- 1308 Eckebert[10]
- 1372–1429: Heinrich von Wintzingerode
- 1429–1448: Herwig von Wintzingerode[11]
- 1556–1583: Rumpold Collart von Linden
- 1583–1602: Jodocus Römer
- 1602–1625: Nikolaus Probst
- 1625–163?: Johannes Brewer
- 163?–1642: Nikolaus Dildenius
- 1642–1655: Johannes Wachelius
- 1655–1676: Johannes Placidius Fischer
- 1676–1690: Thomas Weinrich
- 1690–1704: Nikolaus Richartz
- 1704–1709: Bonifatius Wachtel
- 1724–1747: Augustinus Streicher
- 1748–1759: Antonius Wüstefeld
- 1759–1787: Anselm Otto
- 1787–1803: Edmund Otto[12]

## Pröpste des Klosters Zella, welche aus Gerode stammen
- 1643–1658: P. Matthias Gries
- 1682–1704: P. Bonifatius Wachtel
- 1705–1714: P. Odo Thüne
- 1722–1744: P. Hieronymus Weiss
- 1744–1748: P. Antonius Wüstefeld
- 1748–1762: P. Odo Wegerich
- 1762–1773: P. Bonifatius Kesting
- 1777–1804: P. Joseph Klapproth[12]

## Gericht Gerode

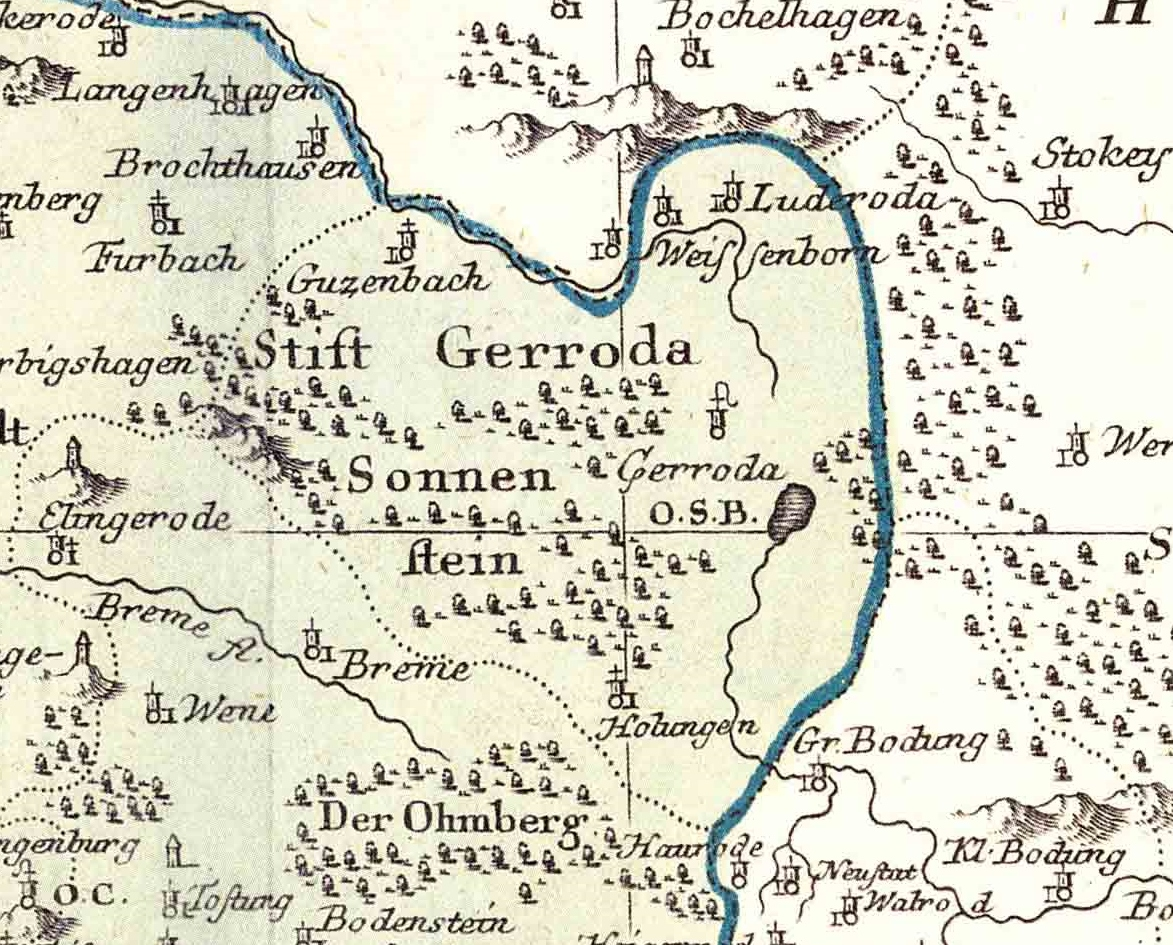
Das Gericht Gerode auf einer Karte aus dem Jahr 1759

Das Gericht oder Stift Gerode war vermutlich im Frühmittelalter ein Teil des Ohmfeldgaues und bildete auch nach Inbesitznahme durch Kurmainz einen eigenen Gerichtsbezirk mit folgenden Orten: Bischofferode, Jützenbach, Holungen, Lüderode und Weißenborn. Darüber hinaus besaß das Kloster die Hoheit über mehr als 10 wüste Orte (zum Beispiel Ascha, Fischbach, Solebach, Wenigenbischofferode). Zur Gerichtsbarkeit mit Blutbann zählte auch eine Richtstätte auf dem Galgenberg nördlich von Weißenborn-Lüderode. Die Rechtsprechung wurde zunächst von Vögten wahrgenommen, unter anderem waren es die Grafen von Gleichen Ernst I. (1143), Ernst II. und Erwin II. (1154).